# Orthetrum lemur
Orthetrum lemur är en trollsländeart som beskrevs av Friedrich Ris 1910. Orthetrum lemur ingår i släktet Orthetrum och familjen segeltrollsländor. Inga underarter finns listade i Catalogue of Life.